# Francisco de Borja Gayoso de los Cobos y Téllez-Girón
Francisco de Borja Gayoso de los Cobos y Téllez-Girón, XIII marqués de Camarasa (Madrid, 27 de enero de 1805-íb. 22 de febrero de 1860) fue un noble español.

## Biografía
Fue hijo de, matrimonio formado por Joaquín María Gayoso de los Cobos y Bermúdez de Castro (1778-1849), XII marqués de Camarasa: y de Josefa Manuela Téllez-Girón y Alfonso Pimentel, marquesa de Marguini (1783-1817), hija del Pedro Téllez-Girón, IX duque de Osuna.
Francisco tuvo otros seis hermanos: 
- María Josefa (1803-) casada en 1824 con Lazaro Brunetti y Salvioni, conde de Brunetti (1781 - antes de 1847), con descendencia. En segundas nupcias casó en 1852 con Fernando María de Nieulant y Sánchez-Pleités (1818-1869), marqués de Perijáa.
- Ángela (1815-1867), casada en 1852 con José Mesía del Barco y Pando (-1868), III duque de Tamames (1819 - 1868) con descendencia legítima.
- María del Pilar (1803-1858), casada en 1831 con Luis Carlos Sánchez-Pleités y García de la Peña, XII marqués de Villamagna, sin descendencia; y en segundas nupcias en 1835[2] con José María Queipo de Llano y Ruiz de Sarabia (1786 - 1843), VII conde de Toreno, con descendencia.[3]
- María de la Encarnación (1813 - 1891), casada con Manuel Fernández de Henestrosa y Santisteban (1822 - 1889), sin descendencia.
- Joaquina (-1860), soltera.[4]
- Jacobo María (1816-1871), casado en 1853 con Ana María de Sevilla y Villanueva (-1861), con descendencia.

Como consecuencia de sus ideas más cercanas a don Carlos, el padre de Francisco tuvo problemas en ser nombrado prócer del Reino en su condición de grande de España, de acuerdo con el Estatuto Real de 1834.
A la muerte de su padre en 1849, heredó el marquesado de Camarasa y fue senador vitalicio, de acuerdo con la Constitución de 1845, desde la primera legislatura hasta su muerte. En la década siguiente mandó construir un palacio en la calle real del Barquillo, sobre una parte del conocido como palacio de los duques de Frías.
De su relación con María del Carmen Larrúa, dejaría un hijo natural: Francisco (-1902) que contraería matrimonio con Carolina García Fernández (-1877).
Murió en 1860, siendo sucedido en sus títulos por su hermano Jacobo María (1816-1871)

## Títulos y órdenes

### Títulos
- XIII marqués de Camarasa, con grandeza de España.
- X conde de Amarante,
- XVI conde de Castrojeriz,
- V marqués de la Puebla de Parga,
- X conde de Ricla
- VII marqués de San Miguel das Penas y la Mota

### Órdenes
- Caballero gran cruz de la Orden de Carlos III. (Reino de España, 5 de febrero de 1849)[7]
- Caballero de la Orden de San Juan vulgo de Malta.
- Caballero de la Real Maestranza de Caballería de Sevilla.[8]

### Individuales
1. ↑  Molas Ribalta, Pere (2009). «Los marqueses de Camarasa, Familia, jerarquía y poder». Población y grupos sociales en el Antiguo Régimen: tradición "versus" innovación en la España moderna, Vol. 1, 2009, ISBN 978-84-931692-5-1, págs. 147-162 (Universidad de Málaga (UMA)): 147-162. ISBN 978-84-931692-4-4. Consultado el 5 de enero de 2024.
2. ↑  «Noticias varias del Reino». La Abeja. 12 de mayo de 1835. p. 4.
3. ↑  Feiler, María Alexandra. «María del Pilar Gayoso de los Cobos y Téllez-Girón». Diccionario biográfico español. Real Academia de la Historia.
4. ↑  Feiler, María Alexandra. «Joaquina Gayoso de los Cobos y Téllez-Girón». Diccionario biográfico español. Real Academia de la Historia.
5. ↑  Alós y Merry del Val, Fernando (2000). La nobleza en el Estamento de Próceres (1834-1836). Real Academia Matritense de Heráldica y Genealogía. p. 35.
6. ↑  «Gayoso de los Cobos y Téllez-Girón, Francisco. Marqués de Camarasa». Senado de España.
7. ↑  «Guía de forasteros en Madrid para el año de 1859». Guía de forasteros en Madrid: 173. 1859.
8. ↑  «Guía de forasteros en Madrid para el año de 1859». Guía de forasteros en Madrid: 214. 1859.